# Sam Newsome

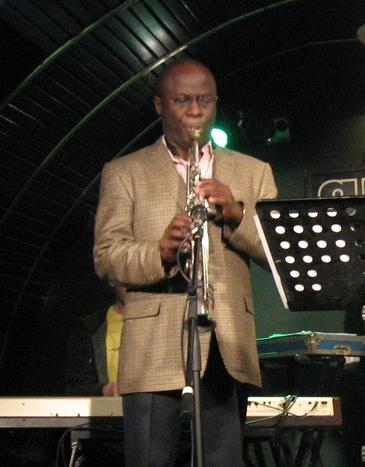
Sam Newsome

Sam Newsome (* 28. April 1965 in Salisbury, Virginia) ist ein amerikanischer Jazz-Saxophonist.

## Leben und Wirken
Newsome wuchs in Hampton, Virginia, auf und begann im Alter von fünfzehn Jahren mit Musikern wie James Genus, Steve Wilson und Billy Drummond zu arbeiten. Nach Abschluss der Highschool besuchte er ab 1983 das Berklee College of Music in Boston, wo er Saxophon bei Bill Pierce, Andy McGhee und George Garzone und Komposition bei Hal Crook, Fred Lipsius und Herb Pomeroy studierte. Aus dieser Zeit stammen auch seine Beziehungen zu Musikern wie Danilo Pérez, Javon Jackson, Cyrus Chestnut, Mark Whitfield, Antonio Hart und Mark Turner.
Nach Abschluss des Studiums tourte Newsome im Sommer 1988 mit dem Quintett von Donald Byrd (mit Donald Brown, Ron McWhorter und Billy Kilson) durch die USA und Europa. Im Folgejahr ging er nach New York, wo er mit Donald Harrison, Roy Haynes, Mark Whitfield und James Genus spielte. Bei einem Auftritt mit Justin Robinson im Blue Note Jazz Club wurde Terence Blanchard auf ihn aufmerksam, dessen Band er fünf Jahre lang angehörte. In dieser Zeit wirkte er an drei CDs und mehreren Film-Soundtracks mit.
1996 gründete Newsome die Band Global Unity, der die Sängerin Elisabeth Kontomanou, der Oudspieler Amos Hoffman, der Gitarrist Marvin Sewell, der Pianist Jean-Michel Pilc, der Bassist Ugonna Okegwo und die Perkussionisten Gilad und Satoshi Takeishi angehörten, und mit der er zwei Alben aufnahm. Zu hören ist er u. a. auch auf Jacob Garchiks Album Assembly (2022).
Ab 2007 erarbeitete Newsome im Auftrag des Jerome Composers Commissioning Program (JCCP) und des New York State Council for the Arts (NYSCA) Kompositionen für Saxophon solo. 2020 wurde er gemeinsam mit anderen Musikern mit dem Instant Award in Improvised Music ausgezeichnet.

## Diskographische Hinweise
- Sam I Am (Criss Cross, 1990) mit Billy Drummond, James Genus, Mulgrew Miller, Steve Nelson
- Sam Newsome & Global Unity (Palmetto, 1997)
- The Tender Side of Billy Strayhorn (Steeplechase, 1998) mit Bruce Barth, Matt Wilson
- Straighthorn, 2000
- This Masquerade  (Steeplechase, 2000) mit Bruce Barth, Gene Jackson, Ugonna Okegwo
- Global Unity mit der Band und Melainie Baker, Matt Balitsaris, Jeff Berman, Adam Cruz, Gilad Dumbek, Kahlil Kwame,  2001
- Sam Newsome’s Groove Project 24/7 (Satchmo, 2006) mit Jerome Harris, Greg Lewis
- Monk Abstraction, 2006
- Art of the Soprano, Vol. 1, 2012, solo
- Sam Newsome/Jean-Michel Pilc: Magic Circle (2017)
- Chaos Theory (2019)
- Free Wyoming: Live at the Metro Cafe Co. (2020), mit Matt Smiley, Ron Coulter
- Sam Newsome & Dave Liebman: Soprano-Logues (2023)
- SeFa LoCo + Newsome: flourish (2023) Kreating SounD[2]
- SeFa LoCo + Newsome esoteria (2023) Right Brain Records[3]
- Matt Smiley & Ron Coulter Media is the context for the exchange of content (2023) Kreating SounD[4]
- SOLO: Live at the Catalytic Sound Festival (2024)